# Signo de Babinski

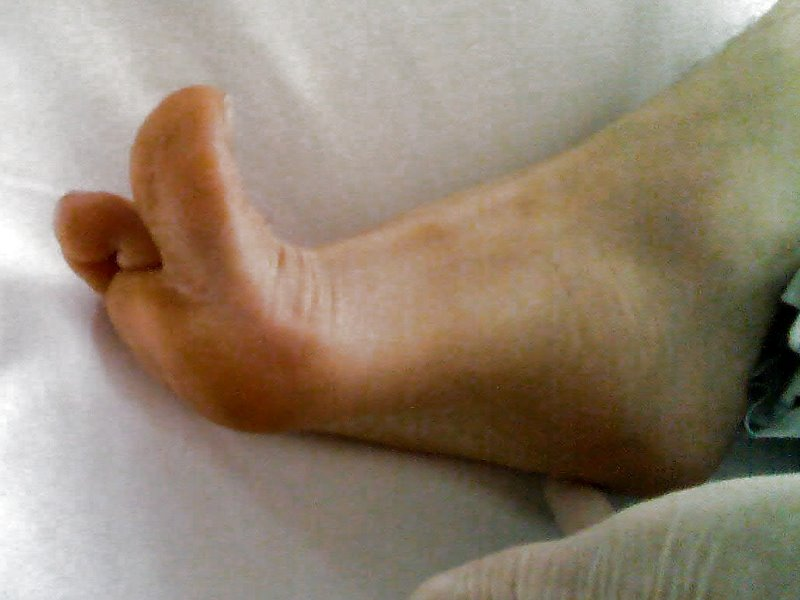
Extensión del primer dedo del pie derecho luego de su estimulación.

El signo de Babinski (o signo de Koch) es la extensión dorsal del dedo gordo del pie y generalmente acompañado de la apertura en abanico de los demás dedos en respuesta a la estimulación plantar del pie, signo característico de lesión del tracto piramidal o fascículo corticoespinal llamado síndrome de neurona motora superior.

## Maniobra
Se produce raspando con un objeto romo que produzca una molestia moderada (sin llegar a ser dolor) por el borde externo de la planta del pie, desde el talón hacia los dedos, tomando una curva a nivel de los metatarsianos. La respuesta normal sería la flexión plantar de los dedos (por medio del segmento S1), pero si el reflejo de Babinski es positivo se obtiene una flexión dorsal o extensión del primer dedo y una apertura en abanico del resto de dedos (del segundo al quinto). Este reflejo es normal en lactantes, por lo que no constituye un signo con valor diagnóstico en niños de 0 a 3 años.
Como con el resto de los signos de lesión del tracto piramidal, existe cierto grado de parálisis espástica, hipertonía, hiperreflexia, sincinesias, y abolición de reflejos abdominales y cremasterianos.

## Historia
El fenómeno fue descrito por primera vez relacionado con perturbaciones del sistema nervioso central de origen medular o cerebral, el 22 de febrero de 1896 por el médico franco-polaco Joseph-François-Félix Babinski.